# Catamarca (província)
Catamarca é uma província do noroeste argentino, sua capital é a cidade de San Fernando del Valle de Catamarca.

## Aspectos geográficos
A província de Catamarca limita-se com as províncias de Salta, Tucumán, Santiago del Estero, Córdoba e La Rioja. A oeste faz fronteira com o Chile.
Quase 80% do território é ocupado por montanhas, principal fator configurador do clima árido e semi-árido, com escassas precipitações. A maior parte das culturas são do tipo mediterrâneo: videiras, nogueiras e oliveiras.
A pecuária, em geral, é extensiva e possui um baixo nível técnico. A mineração é uma atividade tradicional, praticada pelos indígenas antes da chegada dos conquistadores espanhóis. Até o final do século passado, a província de Catamarca foi a principal produtora de minérios do país.
O maior atrativo turístico da província são suas belas paisagens naturais.

## Divisão administrativa
|  |

A província está dividida em 16 departamentos e 36 municípios. Os departamentos são:
- Ambato (La Puerta)
- Ancasti (Ancasti)
- Andalgalá (Andalgalá)
- Antofagasta de la Sierra (Antofagasta de la Sierra)
- Belén (Belén)
- Capayán (Huillapima)
- Capital (San Fernando del Valle de Catamarca)
- El Alto (El Alto)
- Fray Mamerto Esquiú (San José)
- La Paz (Recreo)
- Paclín (La Merced)
- Pomán (Saujil)
- Santa María (Santa María)
- Santa Rosa (Bañado de Ovanta)
- Tinogasta (Tinogasta)
- Valle Viejo (San Isidro)

## Cidades principais
- Valle Viejo
- Andalgala
- Fiambala
- Belen
- San Isidro
- Santa María
- Tinogasta
- Recreo
- San Jose (Fray Mamerto Esquiu)
- San Isidro
- Santa Rosa
- San Antonio
- La Falda de San Antonio